# 令完成
令完成（1960年7月28日—），本姓令狐，化名王诚，山西平陆人，中国大陆商人；原中共中央办公厅主任令计划之弟，令狐野之子。

## 簡歷

### 早年
1979年，令完成進入吉林大学经济系学习，并于1983年获经济学学士学位；毕业后在新华社长期从事内参和新闻采编工作，曾担任《瞭望》杂志的编辑，后升至新华社办公厅副主任，还曾出任新华社下属的中国广告联合总公司总经理。2002年进入湖南大学企业管理系学习，于2004年获管理学硕士学位。他在2003年前后，跳槽至央企下属企业中国华星汽车贸易（集团）公司担任总裁。

### 2004年後
2004年出任中国网通下属天天在线的总裁。他与其嫂及其侄有商业合作。据信也是乐视网的幕后股东，他为乐视网投资所赚的金额为2亿元人民币。令完成也是中国高尔夫球协会会员，在央视高网频道任职，但长期保持低调。其妻为中国中央电视台主持人李平，毕业于山西雁北艺校（今大同艺校），曾主持《东方时空》的《生活空间》环节以及《爱心世界》。
2014年10月，媒体报道称令完成被调查，其妻李平亦遭到调查。

### 出逃美國
2015年3月，令完成出逃美國。据部分外媒报道，他在出逃时还帶走了大量中共機密文件。不过，他尚未获得美国的政治庇护。中国方面一直要求美国引渡这位“有政治背景的中国富商”，但美国不同意。
据《华尔街日报》的报导，令完成夫妇分别以“詹森·王”（Johnson Wang）和“简·王”（Jane Wang）的化名，从NBA篮球运动员贝诺·乌德里手中购买了位于加利福尼亚州卢米斯的一栋豪宅。夫妇二人于2014年10月左右消失，目前下落不明。有报导指称令完成是中国政府境外“猎狐”计划中锁定的头号目标，当局已出动大批情报员进入美国追踪令完成，试图把他抓回国内。对此美国政府很不满，就中国特工在美国从事秘密活动向北京发出警告，要求中国停止这些活动。对此，中国公安部和外交部都没有作出回应。《纽约时报》认为，如果令完成在美国获得政治避难，他将成为中华人民共和国历史上最具破坏力的叛逃者之一。据《华盛顿自由灯塔》披露，令计划在2012年从中央办公厅秘密取得大约2700多份内部文件，复印之后交给令完成，其中包括中国领导人启动核武的程序细节，比如为攻击行动而准备核武所需采取的步骤，以及发动核武所用的代码，文件中的其他机密包括中南海内所用的安全秘密和通讯代码、中共领导层、国务院和中央军委所用的蓝图、指令和管控信息等。中共领导和解放军领导启动核武的程序也被泄露。一位美国高级官员形容：“这是情报界的一笔横财（intelligence windfall）。”令完成则通过律师发表否认泄密，声称前往美国是去“分享打高尔夫秘诀的”。《金融时报》報導，中国公安部国际合作局局长廖进荣於2016年3月前往美国，商讨遣返令完成事宜。中国警方告诉美国警方，如果美國不在原则上同意遣返令完成，中国将暂停未来的两国司法合作。